# Радиола льновидная
Ради́ола льнови́дная (лат. Radíola linoídes) — однолетнее травянистое растение, по современной классификации единственный подтвержденный вид монотипного рода Радиола (Radiola) семейства Льновые (Linaceae). Не путать с родиолой — родом растений из семейства Толстянковые (Crassulaceae).

## Ботаническое описание

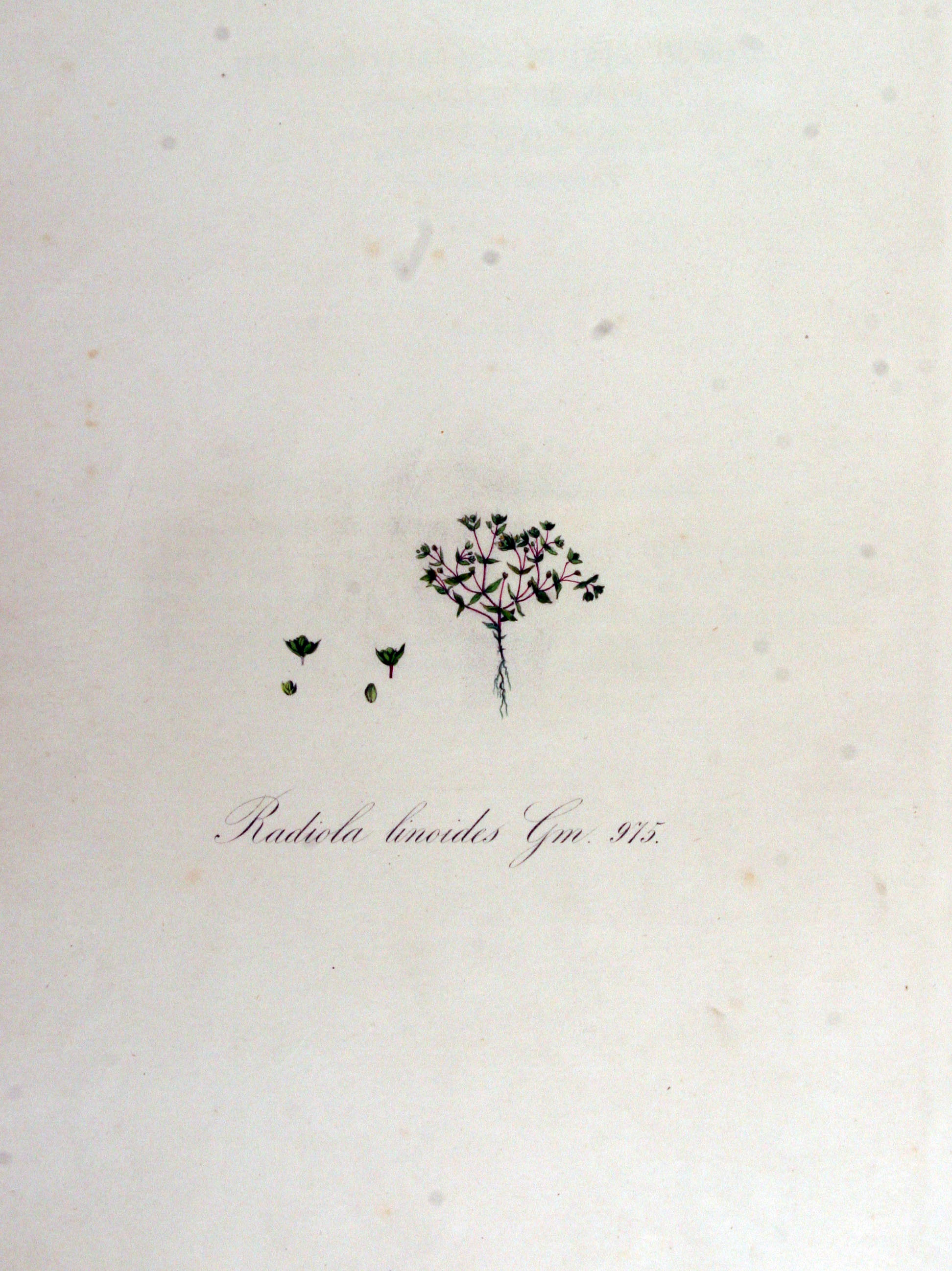

Однолетнее голое травянистое растение высотой 5—10 см, с тонким коротким ветвистым корнем. 
Стебель одиночный, прямой, тонкий, голый, часто красновато-окрашенный, от основания вильчато-ветвистый.
Листья округлые или удлинённые, супротивные, сидячие, цельнокрайние.
Цветки мелкие, собраны в верхушечные соцветия, четырёхчленные, со сросшимися при основании надрезанными чашелистиками и белыми обратнояйцевидными лепестками, равными чашелистикам. Цветёт в мае — сентябре.
Число хромосом: 2n=18.

## Распространение и экология
Ареал произрастания - Северная Америка, Восточные, Центральные и Атлантические регионы Европы, Прибалтика, Скандинавия, Балканский полуостров, Северная Африка.
На территории России встречается в Европейской части.
Встречается на песчаных берегах рек, озер, прудов и в других сырых местах, на полях, пастбищах, вдоль дорог, по канавам.

## Охранный статус

### В России
В России вид входит в Красные книги Владимирской, Калужской, Ленинградской и Липецкой областей, ранее входил в Красную книгу Ростовской области.
Растёт на территории Окского заповедника.

### На Украине
Решением Луганского областного совета № 32/21 от 03.12.2009 г. вид входит в «Список регионально редких растений Луганской области».

### Иные страны Европы
Входит в Красные книги Латвийской, Литовской и Эстонской Республик.

## Классификация

### Таксономическое положение
- Radiola Hill, 1756, Brit. Herb. : 227
- Radiola linoides Roth, 1788,  Tent. Fl. Germ. 1: 71

Вид Радиола льновидная относится к роду Радиола семейства Льновые (Linaceae) порядка Мальпигиецветные (Malpighiales), который последовательно включается в клады Фабиды → Розиды → Суперрозиды → Эвдикоты → Цветковые растения. Таксономическая схема в соответствии с Системой APG IV по состоянию на декабрь 2023 года:
|  |                          |  |                                   |                                   |                   |  | еще 35 семейств | еще 35 семейств |                        |  |  |  | еще 5 таксонов, ожидающих подтверждения |
|  |                          |  |                                   |                                   |                   |  | еще 35 семейств | еще 35 семейств |                        |  |  |  | еще 5 таксонов, ожидающих подтверждения |
|  |                          |  |                                   | порядок Мальпигиецветные          |                   |  |                 |                 | род Радиола            |  |  |  |                                         |
|  |                          |  |                                   | порядок Мальпигиецветные          |                   |  |                 |                 | род Радиола            |  |  |  |                                         |
|  | клада Цветковые растения |  |                                   |                                   | семейство Льновые |  |                 |                 | вид Радиола льновидная |  |  |  |                                         |
|  | клада Цветковые растения |  |                                   |                                   | семейство Льновые |  |                 |                 |                        |  |  |  |                                         |
|  |                          |  | ещё 63 порядка цветковых растений | ещё 63 порядка цветковых растений |                   |  |                 | еще 8 родов     | еще 8 родов            |  |  |  |                                         |
|  |                          |  |                                   | ещё 63 порядка цветковых растений |                   |  |                 |                 | еще 8 родов            |  |  |  |                                         |

### Синонимы
Синоним рода:
- Millegrana Adans.

Синонимы вида:
- Linodes radiola Kuntze
- Linum exiguum Salisb.
- Linum millegranum Gray
- Linum radiola L.
- Linum tetrapetalum Gilib.
- Millegrana radiola Druce
- Radiola linoidea St.-Lag.
- Radiola millegrana Sm.